# Midskov
Midskov er en lille landsby beliggende på den fynske halvø Hindsholm, mellem Odense Fjord og Dalby Bugt. Den hører til Kerteminde Kommune og ligger i Region Syddanmark. Fra landsbyen er der knap 10 kilometer til Kerteminde og godt 12 kilometer til Munkebo.
|  | Denne artikel om lokaliteten Midskov kan blive bedre, hvis der indsættes et (bedre) billede. Du kan hjælpe ved at afsøge Wikimedia Commons for et passende billede eller lægge et op på Wikimedia Commons med en af de tilladte licenser og indsætte det i artiklen. |

55°30′51″N 10°36′47″Ø / 55.51417°N 10.61306°Ø